# Can Jeroni (Bigues)
Can Jeroni és una masia bàsicament del segle xix al poble de Bigues al sector central-septentrional del terme municipal de Bigues i Riells, al nord del Veïnat i al nord-oest de la Parròquia de Bigues i de l'església parroquial de Sant Pere de Bigues. És a llevant del veïnat de Vallroja i el Pla, a la dreta del torrent del Salt de la Núvia. La masia de Can Puig és al seu sud-est, i les Granges de Can Puig, a llevant seu. S'hi accedeix des de la Parròquia de Bigues pel carrer del Salt de la Núvia. Anant en direcció nord, en uns 150 metres hom arriba a la masia de Can Benet del Salt de la Núvia poc després de deixar enrere el lloc anomenat el Salt de la Núvia. Des de Can Benet, el camí continua cap a ponent i en poc més de 200 metres més arriba davant de Can Casanova. Des de Can Casanova cal anar cap al nord, però baixant al fons de vall on es troben les dues masies de Can Jeroni i de Can Puig. Per tal de fer-ho, cal fer una petita volta cap a ponent, i el 250 metres hom arriba a Can Puig i a Can Jeroni. Està inclosa en el Catàleg de masies i cases rurals de Bigues i Riells.